# Instituto de Geografía Tropical
El Instituto de Geografía Tropical es la agencia cartográfica nacional de Cuba. Se encarga de realizar y coordinar investigaciones en geografía y de apoyar acciones gubernamentales de gestión ambiental. Su sede se encuentra en la ciudad de La Habana.
Fundado en 1962 e inaugurado oficialmente en 1965, el instituto estuvo adscrito inicialmente a la Academia de Ciencias de Cuba. Se llamó Instituto de Geografía hasta 1995, cuando adoptó su nombre actual. En 1997, el instituto pasó a ser parte de la Agencia de Medio Ambiente, la cual está adscrita al Ministerio de Ciencia, Tecnología y Medio Ambiente (CITMA).